# Ernest Lundeen
Ernest Lundeen (Brooklyn Township, 1878. augusztus 4. – Lovettsville, 1940. augusztus 31.) az Amerikai Egyesült Államok szenátora (Minnesota, 1937–1940).